# Heldenplatz

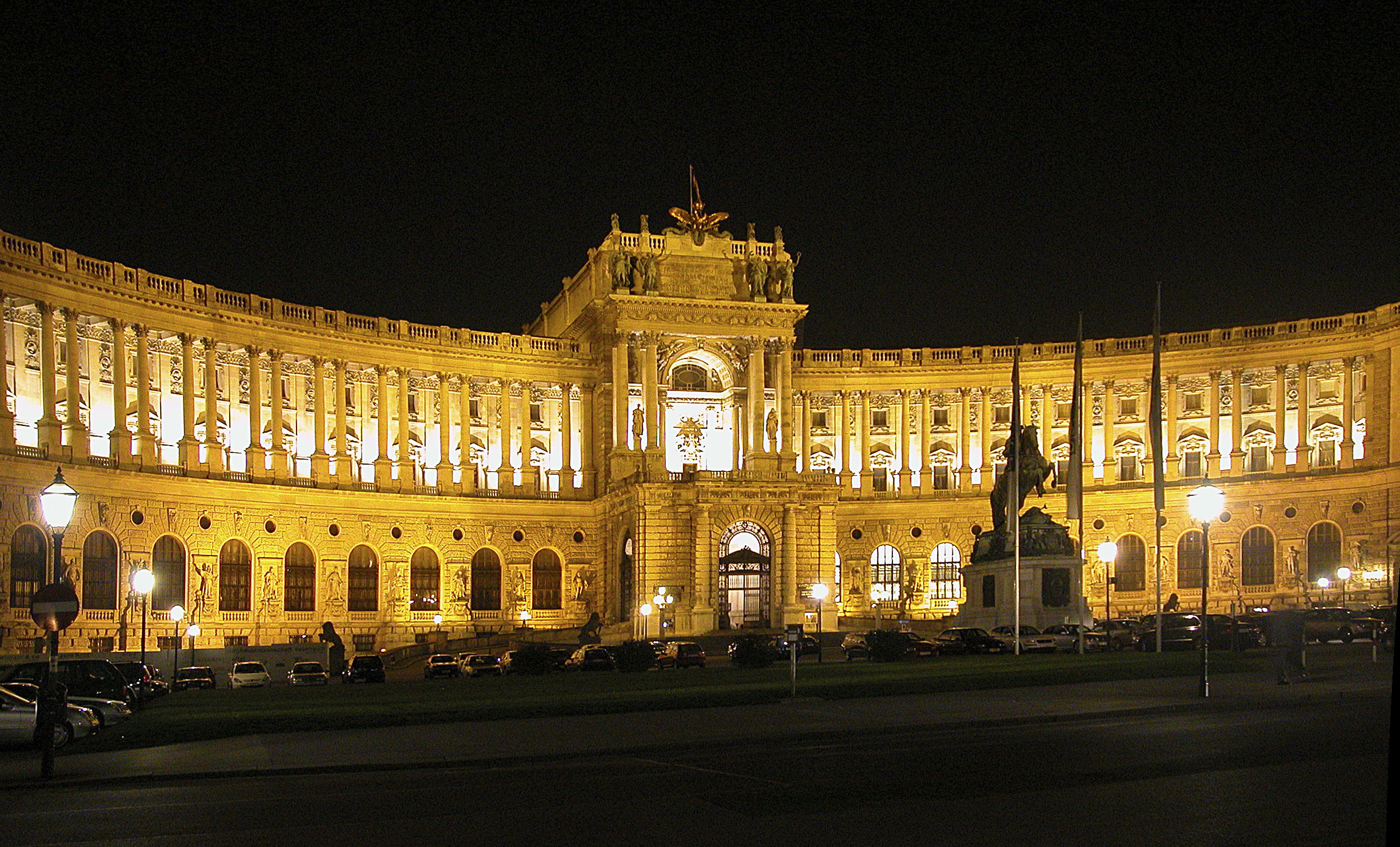
Veduta notturna della Heldenplatz con la facciata del Neue Hofburg in primo piano

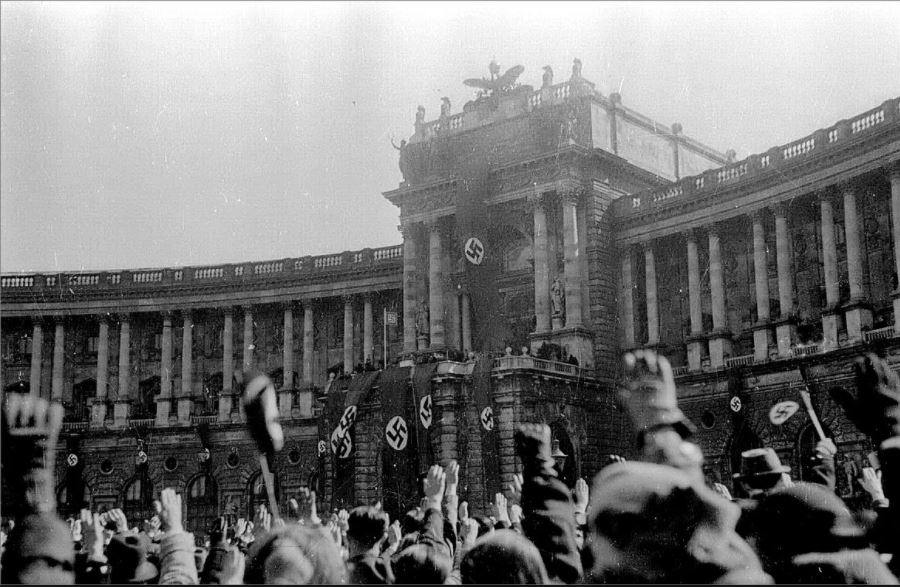
Hitler annuncia l'anschluss dell'Austria

La Heldenplatz (Piazza degli Eroi) è una piazza storica del centro di Vienna. Nel 1938 Adolf Hitler annunciò alla folla riunita nella piazza l'annessione dell'Austria alla Germania.

## La piazza

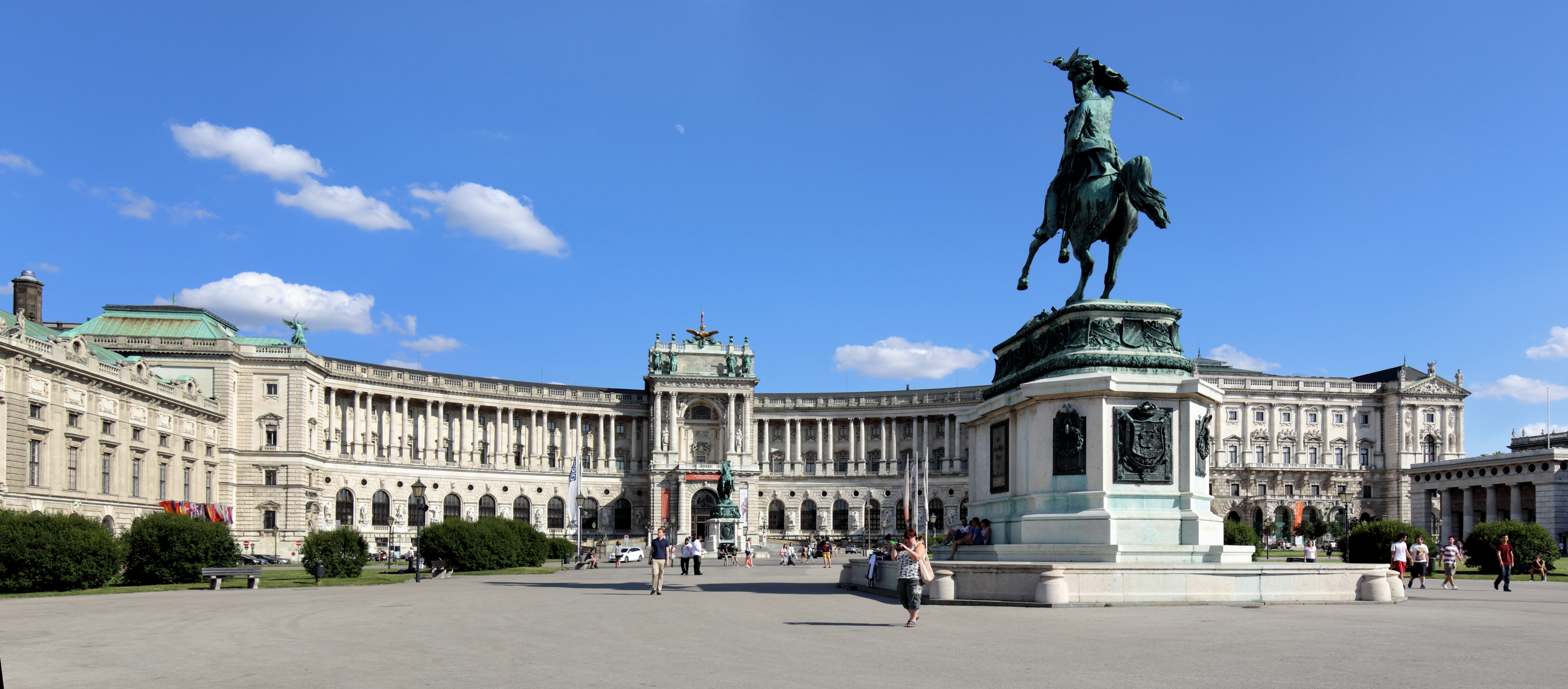
Statua dell'Arciduca Carlo d'Austria nella Heldenplatz

La Heldenplatz è la piazza esterna dell'Hofburg e fu realizzata sotto il regno dell'imperatore Francesco Giuseppe come parte del Kaiserforum (foro imperiale) che non fu mai completato. A nord-est è delimitata dal Tratto Leopoldino dell'Hofburg, a sud-est dal Neue Hofburg e a sud-ovest dalla Ringstraße da cui è separata tramite la Äußeres Burgtor ("Porta esterna del castello") in cui si trova la tomba del Milite Ignoto. Il lato nord-ovest, senza edifici, offre una vista della Ringstraße con il Parlamento, il Municipio e il Burgtheater. 
Nella piazza vi sono due statue equestri del Principe Eugenio di Savoia e dell'Arciduca Carlo d'Austria, importanti condottieri dell'Impero austriaco.
Nella piazza, ci sono due statue equestri disegnate da Anton Dominik Fernkorn e collocatevi da Eduard van der Nüll. La statua dell'arciduca Carlo d'Austria, modellata su un dipinto popolare di Johann Peter Krafft, fu inaugurata già nel 1860, doveva glorificare la dinastia degli Asburgo come grandi capi militari austriaci e sottolineare la leadership dell'Austria all'interno della Confederazione tedesca, nonostante avesse appena subito una sconfitta schiacciante nella sanguinosa battaglia di Solferino e San Martino. La seconda statua del principe Eugenio di Savoia fu inaugurata nel 1865, un anno prima della sconfitta austriaca nella Battaglia di Königgrätz.

## Hitler proclama l'Anschluss
Il 15 marzo 1938 Adolf Hitler cinque giorni dopo il referendum sull'annessione, proclamò dal balcone del Neue Hofburg ad una folla di oltre 100000 persone radunate nella Heldenplatz l'Anschluss dell'Austria " al Reich tedesco . Nell'opera teatrale Heldenplatz il drammaturgo Thomas Bernhard si riferisce a questo evento confermando il grande seguito che il popolo austriaco diede al nazionalsocialismo, dall'annessione al tragico evolversi degli eventi. Allo stesso modo, il famoso poeta viennese Ernst Jandl, cattura nelle sue liriche l'atmosfera euforica degli austriaci durante il discorso di Hitler ad Heldenplatz.

## Letteratura
Nonostante la piazza sia stata utilizzata per molti altri eventi pubblici l'importanza storica del discorso di Hitler fa sì che il luogo venga tuttora associato con l'Anschluss. Per questa ragione la piazza è stata soggetto di molte opere letterarie tra le quali la più nota sono l'opera teatrale di Thomas Bernhard Heldenplatz e la poesia di Ernst Jandl intitolata wien: heldenplatz.